# Droga krajowa B511 (Niemcy)
Droga krajowa 511 (niem. Bundesstraße 511) – niemiecka droga krajowa przebiegająca na osi północny zachód - południowy wschód i jest połączeniem drogi B55 koło Eslohe (Sauerland) z drogą B236 koło Schmallenbergu w Sauerlandzie w Nadrenii Północnej-Westfalii.
Droga jest oznakowana jako B511 od lat 70. XX wieku.